# Rose Hall
Rose Hall est une ville du Guyana, située dans la région de Berbice Oriental-Courantyne. <<elle a une superficie de 13 km2 et une population d'environ 8 000 habitants.

## Histoire
Rose Hall appartenait à des planteurs hollandais avant d'être rachetée par d'anciens esclaves. En 1908, elle acquiert le statut de village et en 1970 devient une ville. 